# Дуров, Андрей Николаевич
Андре́й Никола́евич Ду́ров (род. 20 февраля 1977, Воронеж, СССР) — российский футболист, защитник, тренер. Мастер спорта России.

## Биография
Андрей Дуров родился 20 февраля 1977 года в Воронеже. Футболом начал заниматься в 6 лет. Первый тренер — Алексей Шамарин. Воспитанник СДЮШОР «Факел» и интерната «Ротор». В 1998 году окончил Волгоградскую государственную академию физической культуры.

### Клубная карьера
Дуров начинал играть в 1993 году в составе футбольного клуба «Волгарь». В дальнейшем играл за команды «Торпедо» Волжский, «Лада-Град» Димитровград, «Ротор», «КАМАЗ», «Урал», «Металлург» Липецк, «СКА-Энергия» и «Волгоград». В 2010—2011 годах выступал за рязанскую «Звезду», где являлся капитаном команды.

### Карьера в сборной
В 1998—1999 годах вызывался в олимпийскую сборную России по футболу, в составе которой сыграл 4 матчей.
| № | Дата            | Оппонент | Счёт  | Соревнование            |
| 1 | 4 сентября 1998 | Украина  | 0 : 1 | Отборочные игры ОИ-2000 |
| 2 | 10 октября 1998 | Франция  | 2 : 1 | Отборочные игры ОИ-2000 |
| 3 | 14 октября 1998 | Исландия | 2 : 1 | Отборочные игры ОИ-2000 |
| 4 | 27 марта 1999   | Армения  | 2 : 0 | Отборочные игры ОИ-2000 |

### Тренерская карьера
Окончив карьеру игрока, работал тренером и футбольным функционером. Сначала был детским тренером в «Академии Ротор». В 2021 году он тренировал «Смоленск», а после работал в РФС. 29 ноября 2022 года стал спортивным директором «Ротора».

### Личная жизнь
Женат, есть сын и дочь.

## Достижения
- Бронзовый призёр Первого дивизиона: 2006
- Победитель зоны «Урал-Поволжье» Второго дивизиона: 2004
- Бронзовый призёр Второго дивизиона (3): 1993 (2-я зона), 2001 (зона «Урал»), 2009 (зона «Юг»)